# 朱璧汶
朱璧汶（英語：Chu Big Man，1962年9月30日—），本名朱小寶，1980年代前無綫電視女藝員 。

## 簡歷
朱璧汶曾就讀模範英文中學，1980年考入第十期無綫電視藝員訓練班，同期同學計有劉德華、戚美珍、吳家麗、戴志偉等，81年畢業後簽約成為該台藝員，曾在綜藝節目《歡樂今宵》擔任歡樂小姐及《體育世界》任採訪記者，也參與多套劇集演出。
朱璧汶的丈夫是藝人甘國衛，兩人在無綫電視共事時相識，拍拖七年後於1990年7月24日註冊舉行婚禮
，婚後育有一兒子。

## 演出作品

### 電視劇（無綫電視）
| 播映年份 | 劇名                   | 角色            |
| 1981年   | 烽火飛花               |                 |
| 1981年   | 荳芽夢                 | Cindy的舞班同學 |
| 1981年   | 二人三足               | 每事問          |
| 1981年   | 鱷魚潭                 |                 |
| 1982年   | 將軍抽車               |                 |
| 1982年   | 星塵                   | 影迷乙          |
| 1983年   | 射鵰英雄傳之鐵血丹心   | 蒙古少女        |
| 1983年   | 豹子膽                 |                 |
| 1983年   | 再見十九歲             | O娘             |
| 1983年   | 警花出更               |                 |
| 1983年   | 花街總司令（新銳劇場） |                 |
| 1983年   | 北斗雙雄               | 韋珊珊（Miko）  |
| 1983年   | 神探霹靂               |                 |
| 1983年   | 神鵰俠侶               | 公孫綠萼        |
| 1983年   | 夾心人                 | 莉莉            |
| 1983年   | 無冕天使               |                 |
| 1983年   | 夜驚魂：此情可待       |                 |
| 1984年   | 再版人                 |                 |
| 1984年   | 笑傲江湖               | 曲非煙          |
| 1984年   | 五虎將                 | 何露兒          |
| 1984年   | 寶芝林                 | 劉少珠          |
| 1985年   | 呂四娘                 | 巧兒            |
| 1985年   | 江湖浪子               | 杜玫瑰          |
| 1985年   | 武林世家               | 蓮兒            |
| 1985年   | 中四丁班               |                 |
| 1985年   | 雪山飛狐               | 田青文          |
| 1985年   | 晚情                   |                 |
| 1985年   | 開心女鬼               |                 |
| 1985年   | 觀世音                 | 永蓮            |
| 1986年   | 執位夫妻               |                 |
| 1986年   | 孖寶太子               |                 |
| 1987年   | 工字打出頭             | 李學芬          |
| 1987年   | 靜待黎明               | 小玉            |
| 1987年   | 大班密令之都市浮華     |                 |
| 1987年   | 鄭成功                 | 丫環            |
| 1987年   | 生命之旅               | 皇室酒店職員    |
| 1987年   | 時來運到               |                 |
| 1988年   | 名門                   | 檀香            |

### 電視節目
- 1981年《歡樂今宵》擔任歡樂小姐
- 1982年《體育世界》擔任採訪記者
- 1985年《龍鳳呈祥賀台慶》演出
- 2019年《流行經典50年》12月29日演唱嘉賓

### 演唱會
- 2019年《甘國衛師生粵曲演唱會》（9月16日　屯門大會堂演奏廳）
- 2019年《獅子山下粵韻金曲演唱會》（9月16日　屯門大會堂演奏廳）

## 專輯
- 2003年《甘國衛佛教粵曲專輯(一)》
- 2008年《甘國衛 陳慧思群星演唱會》

## 外部連結
- 朱璧汶的Facebook專頁
- 朱璧汶的Instagram帳戶